# Fachverband
Fachverband bezeichnet den freiwilligen (Deutschland) Zusammenschluss von Personen, Körperschaften und juristischen Personen unter fachlichen Gesichtspunkten zur Vertretung gemeinsamer Interessen. Der Fachverband ist eine Form des Interessenverbandes, Fachverbände von Unternehmen sind meist Branchenverbände, sonst gibt es auch Fachverbände als branchenspezifische Abteilungen von Wirtschaftsverbänden.

## Organisation
Ein Fachverband finanziert sich meist aus den Mitgliedsbeiträgen und Spenden. Die Mitglieder wählen den Vorstand und den Vorsitzenden, die in der Regel ehrenamtlich tätig sind. Die Geschäftsführung wird meist durch hauptamtliche Mitarbeiter bestritten. Oft erfolgt die Herausgabe einer Verbandszeitschrift, die für die Mitglieder kostenlos ist.

## Regionen

### Deutschland (Auswahl)
- Bahnverband
- Bundesverband der Deutschen Industrie (BDI)

- Bundesverband Ausbau und Fassade im Zentralverband des Deutschen Baugewerbes (BAF)
- Bundesverband Kulturarbeit in der evangelischen Jugend (BKA)
- Deutsche Gesellschaft für Supervision (DGSv)
- Deutscher Verband für Bildungs- und Berufsberatung (dvb)
- Deutscher Luftfahrer-Verband
- Fachverband Bauelemente Distribution
- Fachverband Deutscher Berufschorleiter (FDB)
- Fachverband Deutscher Floristen (FDF)
- Fachverband Dampfkessel-, Behälter- und Rohrleitungsbau
- Fachverband Elektronik-Design (FED)
- Fachverband Pulvermetallurgie (FPM)
- Industriemeisterverband Deutschland (IMV)
- Forschungsvereinigung Räumliche Elektronische Baugruppen (3-D MID)
- Fachverband für die Internationale Bustouristik (RDA)
- Gesellschaft für Technische Kommunikation (tkom)
- Zentralverband Elektrotechnik- und Elektronikindustrie (ZVEI)
- Fachverband Metallwaren- und verwandte Industrien (FMI)
- Fachverband Gebäude-Klima (FGK)
- Fachverband Schaumkunststoffe und Polyurethane (FSK)
- AVK – Industrievereinigung Verstärkte Kunststoffe (AVK)
- Gesamtverband Kunststoffverarbeitende Industrie (GKV)
- Industrievereinigung Kunststoffverpackungen (IK)

### Österreich
Als Fachverband bezeichnet man in Österreich speziell die Vertretungen der einzelnen Berufsgruppen innerhalb der Wirtschaftskammer Österreich (Bundeskammer), z. B. der Fachverband der Film- und Musikindustrie (FAMA) bzw. der Fachverband der Mineralölindustrie. Die Fachverbände der Bundesparte „Gewerbe und Handwerk“ werden als Bundesinnung bezeichnet und die Fachverbände der Bundessparte „Handel“ werden als Bundesgremium bezeichnet.